# 주기배가 분기
주기배가 분기(週期倍加分岐, Period-doubling bifurcation)는 동역학계의 분기로서 주기가 2배가 되는 분기를 가리킨다. 로지스틱 사상에서 주기배가 분기 간격의 비는 첫번째 파이겐바움 상수로 수렴한다.

## 같이 보기
- 파이겐바움 상수
- 샤르코우스키 정리